# Has (kommun)
Has (bestämd from Hasi) är en kommun i Kukës prefektur i nordöstra Albanien. Den bildades 2015 genom sammanslagningen av kommunerna Fajzë, Gjinaj, Golaj och Krumë. Kommunens administrativa centrum är staden Krumë.  Befolkningen är 16 790 (folkräkning 2011), kommunen har en yta på 399,62 km2.

## Kända personer
- Hajdar Muneka (1954-), journalist och diplomat